# Ивановский (Воронежская область)
Ивановский — хутор в Острогожском районе Воронежской области. Входит в Петропавловское сельское поселение.

## Население
| 2000 | 2005 | 2010 |
| ---- | ---- | ---- |
| 47   | ↘40  | ↘27  |

## Инфраструктура
На хуторе имеются Донской переулок и Придонская улица.

## Люди, связанные с хутором
- Михаил Степанович Сохин- уроженец хутора. Гвардии старшина, снайпер 44-го гвардейского стрелкового полка 15-й гвардейской стрелковой дивизии 37-й армии 3-го Украинского фронта. Герой Советского Союза. Лично уничтожил 202 солдата и офицера противника.